# Promieniowanie przenikliwe

Przenikliwość promieniowania jądrowego

Promieniowanie przenikliwe – jeden z czynników rażenia wybuchu jądrowego - stanowi strumień promieniowania gamma i promieniowania neutronowego, zdolny do przenikania przez różne materiały o znacznej grubości. Czas rażącego działania promieniowania przenikliwego jest stosunkowo krótki i wynosi 10-15 s. Promieniowanie przenikliwe powoduje schorzenie organizmu w postaci choroby popromiennej.
Pochłania 5% energii wybuchu.